# جيمس رمزي أولمان
جيمس رمزي أولمان (بالإنجليزية: James Ramsey Ullman)‏ (24 نوفمبر 1907، نيويورك في الولايات المتحدة - 5 يوليو 1971، بوسطن في الولايات المتحدة)؛ كاتب وروائي أمريكي.

## روابط خارجية
- جيمس رمزي أولمان على موقع IMDb (الإنجليزية)
- جيمس رمزي أولمان على موقع قاعدة بيانات الفيلم (الإنجليزية)